# Diplusodon capitatus
Diplusodon capitatus är en fackelblomsväxtart som först beskrevs av St.-hil., och fick sitt nu gällande namn av Emil Bernhard Koehne. Diplusodon capitatus ingår i släktet Diplusodon och familjen fackelblomsväxter. Inga underarter finns listade i Catalogue of Life.